# Rudolf von Laban
Rudolf von Laban hay Rudolph von Laban (tiếng Hungary: Lábán Rudolf; 15 tháng 12 năm 1879 – 1 tháng 7 năm 1958) là nghệ sĩ múa, biên đạo múa và nhà lý luận vũ đạo người Áo-Hung, Đức và Anh. Ông được coi là "cha đẻ của múa biểu hiện" và tiên phong cho múa hiện đại. Laban mang lại đổi mới về mặt lý thuyết như phân tích chuyển động Laban (cách ghi lại chuyển động con người) và Labanotation (hệ thống ký hiệu chuyển động), mở đường phát triển ký hình cử điệu múa và phân tích chuyển động. Ông khởi xướng một trong những phương pháp tiếp cận chính tới liệu pháp múa. Công trình về cử động sân khấu có ảnh hưởng lên nghệ thuật trình diễn. Laban cũng thử áp dụng ý tưởng của mình vào một số lĩnh vực khác, bao gồm kiến trúc, giáo dục, công nghiệp và quản lý.
Sau buổi tập dượt vũ đạo cho Thế vận hội Mùa hè 1936, Laban bị đảng Quốc xã để mắt đến. Năm 1937, ông trốn sang Anh. Năm 1945-1946, ông và cộng sự lâu năm Lisa Ullmann thành lập Nghiệp hội Nghệ thuật Cử điệu Laban ở Luân Đôn và Xưởng Nghệ thuật Cử điệu ở Manchester. Ông làm việc tại đây cho đến khi qua đời. Nhạc viện vũ nhạc Ba Ngôi Laban ở Luân Đôn tiếp tục di sản này.

## Cuộc đời và sự nghiệp

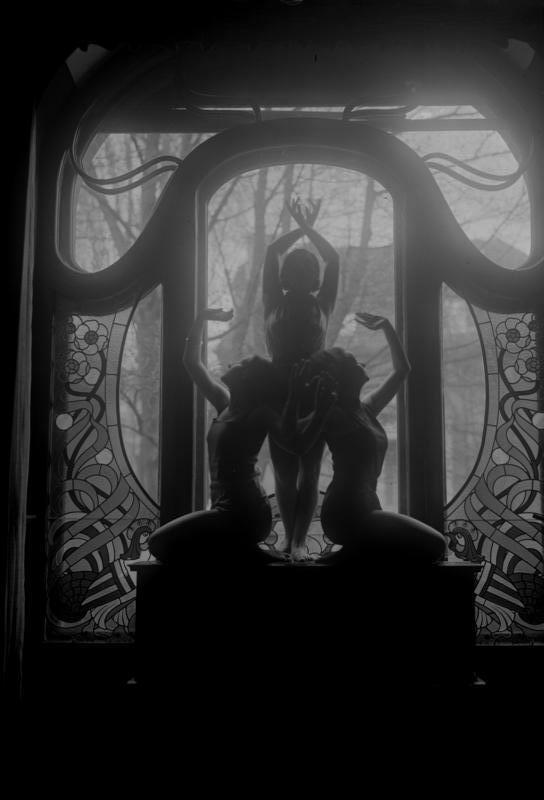
Nhóm hình thể trước cửa sổ, tạo hình của sinh viên múa Viện biên đạo Laban ở Berlin-Grunewald (tháng 11 năm 1929)

Laban là con trai của Rudolf Laban Sr. (1843–1907), võ quan tổng đốc ở Pressburg (Pozsony) và (từ 1899) thống chế quân Áo-Hung ở các tỉnh Bosna-Hercegovina, với Marie (nhũ danh Bridling; 1858–1926). Năm 1897, Laban cha được Hungary phong tước quý tộc để ghi nhận quân công và được gán chữ "de" vào họ (Laban de Váralja; địa danh gắn liền với dòng tộc Laban). Bởi vậy, Laban con cũng được chữ "von" trong họ theo truyền thống ngôn ngữ Đức. Laban sinh trưởng trong giới quý tộc Viên và Sarajevo.
Năm 1911, Laban thuê một phòng trong tòa nhà phía sau ở Theresienstraße (phố Theresa) tại Munich và lập xưởng tạm thời về cử động. Không thể kiếm sống bằng việc dạy múa, Laban phải tiếp tục vẽ minh họa và biếm họa. Năm 1912, quá tải đến mức kiệt sức, Laban bị suy sụp và phải đến Lahmann-Sanatorium Weißer Hirsch gần Dresden để chữa trị theo nguyên tắc cải tổ đời sống (Lebensreform). Tại viện trị liệu tự nhiên này, Laban gặp và đem lòng yêu một bệnh nhân khác là Suzanne Perrottet. Cuộc tình tay ba này khá là hài hòa.

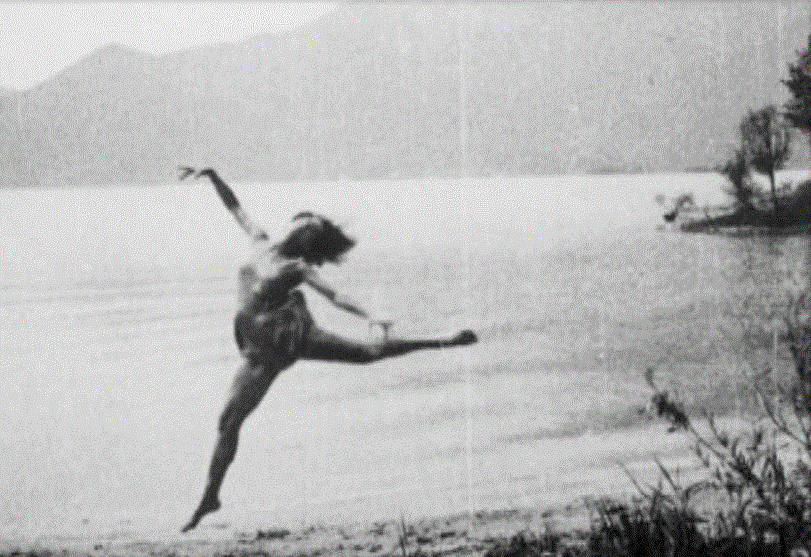
Mary Wigman (Wiegmann) tại Monte Verità trên Hồ Maggiore, bà theo học Trường Nghệ thuật Rudolf von Laban 1913-1918

Perrottet trở thành cộng tác viên quan trọng nhất của Laban (cùng với Mary Wigman và Katja Wulff), người tình và sinh ra Allar Perrottet (tên về sau là André Perrottet von Laban) ở Ascona và Zürich. Trong Chiến tranh thế giới thứ nhất, trên khu vực trị liệu tự nhiên Monte Verità bang Ticino của Thụy Sĩ, Laban thành lập một trường múa, nhanh chóng thu hút nhiều người theo học nghệ thuật múa mới. Chính tại đây, Laban đã tổ chức các khóa dạy múa nổi tiếng từ năm 1913 đến năm 1919. Tại đây, học viên cũng trải nghiệm sống hòa hợp với thiên nhiên bằng cách tự trồng lương thực, ăn chay, dệt vải và tự may quần áo kiểu cải tổ, đồng thời múa ngoài trời khỏa thân giữa tự nhiên với những động tác ngẫu hứng năng động. Tại đây Laban đã đột phá về suy ngẫm và nghệ thuật, tạo ra neuen Menschen (n.đ. 'người mới'), Fiur-Menschen (n.đ. 'người lửa'), Anarchos (n.đ. 'hỗn loạn') và Orgiastos (n.đ. 'hoang dại') trong các vở vũ kịch theo phong cách biểu hiện.

### Hội Tam điểm
Laban tham gia Hội Tam Điểm từ năm 1913 và thành lập hội quán riêng "Nhà Johan của những Hội Tam Điểm mang Nghi lễ-Scotland-và-Memphis-và-Misraim cổ xưa ở thung lũng Zürich" có sáu huynh đệ và mười tỷ muội. Khi ở Monte Verità, Laban gặp gỡ với nhà huyền bí Theodor Reuss. Reuss cư ngụ tại đây một thời gian và đã lập nên Hội Tam Điểm địa phương. Ngày 24 tháng 10 năm 1917, Reuss ban hành điều lệ cho Laban và Hans Rudolf Hilfiker-Dunn (1882–1955) để hoạt động Nhà III° Ordo Templi Orientis Lodge ở Zürich gọi là Libertas et Fraternitas (n.đ. 'Tự do và bác ái').

### Thời Weimar

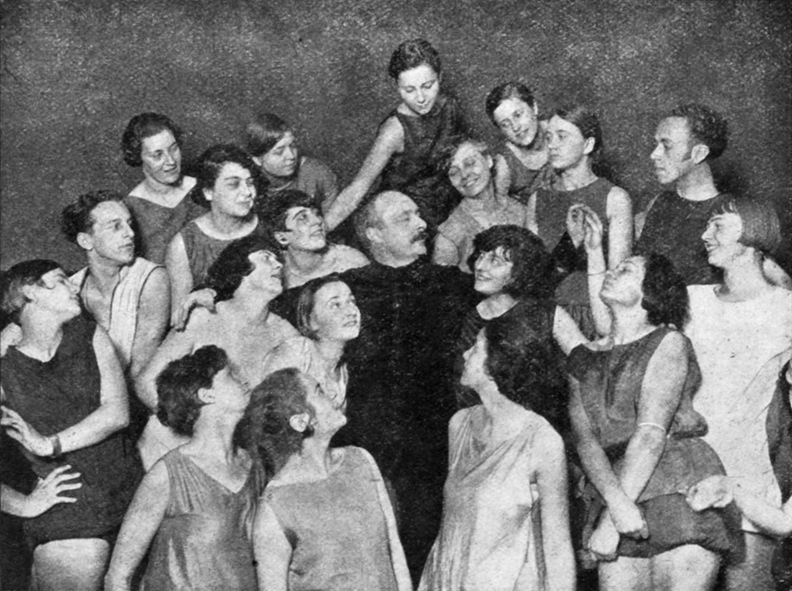
Rudolf von Laban giữa các học trò (khoảng năm 1929)

Năm 1930-1934, Laban đảm nhận vai trò chỉ đạo vũ ba lê tại Nhà hát Opera bang Berlin. Laban tích hợp các ý tưởng của nhà tâm lý học Carl Jung, chương trình khởi động có các thực hành của của Joseph Pilates. Theo Pilates, các động tác này có được khi Laban quan sát Pilates làm việc với các bệnh nhân ở Hamburg.

### Đức quốc xã
Năm 1934-1936, Laban chỉ đạo các lễ hội khiêu vũ lớn do Bộ tuyên truyền của Joseph Goebbels tài trợ. Thậm chí khi ấy, Laban còn viết rằng "chúng tôi muốn cống hiến các phương tiện biểu hiện và năng lực mình để phục vụ nhiệm vụ to lớn của Volk (Nhân dân) chúng ta. Bằng định hướng rõ ràng của Quốc trưởng chúng ta". Năm 1936, Laban trở thành chủ tịch hiệp hội "xưởng múa Đức" và nhận mức lương 1250 ℛℳ mỗi tháng, nhưng đến tháng 8, bệnh loét tá tráng buộc ông nằm giường hai tháng và phải xin giảm bớt trách nhiệm. Yêu cầu được chấp thuận và lương Laban giảm xuống còn 500 ℛℳ kéo dài đến khi kết thúc hợp đồng tháng 3 năm 1937.
Đã có một số cáo buộc Laban liên hệ với tư tưởng quốc xã. Ví dụ, ngay từ tháng 7 năm 1933, Laban đã loại hết các trẻ không thuộc chủng tộc Arya khỏi khóa học ba lê mà mình đang điều hành. Tuy vậy, một số học giả nghiên cứu Laban chỉ ra rằng để tồn tại dưới chế độ quốc xã khi ấy thì cần phải làm như vậy, Laban lại chẳng phải công dân Đức hay đảng viên quốc xã nên vị thế rất bất trắc. Trên thực tế, khi quốc xã lên nắm quyền đã ra luật mới ngày 25 tháng 4 năm 1933 để chống lại tình trạng quá tải chủng tộc tại trường học Đức (Gesetz gegen die Überfüllung deutscher Schulen und Hochschulen). Theo đó, Laban buộc phải tuân theo để thanh lọc các học sinh mang những đặc điểm "không thuộc chủng Arya". Năm 1936, công việc của ông dưới chế độ Đức Quốc xã căng đến cực độ khi Goebbel cấm vũ đạo Vom Tauwind und der Neuen Freude (Gió mùa xuân và niềm vui mới) cho Thế vận hội Mùa hè 1936 ở Berlin với lý do không có tác dụng thúc đẩy chương trình nghị sự của Đức Quốc xã.

### Anh quốc
Tháng 8 năm 1937, trong tình trạng sức khỏe rất kém, Laban quyết định đến Paris. Cuối cùng, ông được mời đến Anh. Tháng 2 năm 1938, ông cùng hai học trò cũ Kurt Jooss và Sigurd Leeder thành lập Trường múa Jooss-Leeder tại Dartington Hall ở Devon (nhờ hoạt động từ thiện của vợ chồng Leonard Elmhirst và Dorothy Whitney). Trường có những người tị nạn Đức quốc xã khác đến và dạy vũ điệu đầy sáng tạo.
Các cộng sự thân thiết và đối tác lâu năm Lisa Ullmann và Sylvia Bodmer đã hỗ trợ Laban rất nhiều trong việc dạy múa. Từ đó dẫn đến việc thành lập Nghiệp hội Nghệ thuật Cử điệu Laban (nay được gọi là Nhạc viện vũ nhạc Ba Ngôi Laban) năm 1945 và Xưởng nghệ thuật cử điệu ở Manchester năm 1946.
Năm 1947, cùng với nhà tư vấn quản lý Fredrick Lawrence, Laban xuất bản cuốn Effort. Tác phẩm là nghiên cứu dựa trên triết lý Ford về thời gian thực hiện nhiệm vụ theo công nghiệp cùng năng lượng tiêu tốn. Laban đưa ra những phương pháp nhằm giúp loại bỏ "chuyển động bóng" (mà ông cho rằng lãng phí năng lượng và thời gian) và thay vào đó tập trung vào những chuyển động có tính xây dựng cần thiết cho công việc.
Laban qua đời ở Anh vào năm 1958.

### Học trò và cộng sự đáng chú ý
Trong số các học trò, bạn bè và cộng sự của Laban có thể kể đến Mary Wigman, Suzanne Perrottet, Katja Wulff, Kurt Jooss, Lisa Ullmann, Albrecht Knust, Dussia Bereska, Lilian Harmel, Sophie Taeuber-Arp, Hilde Holger, Ana Maletić, Milča Mayerová, Gertrud Kraus, Gisa Geert, Warren Lamb, Elizabeth Sneddon, Dilys Price, Yat Malmgren, Sylvia Bodmer, Betty Meredith-Jones và Irmgard Bartenieff.

## Di sản
Bộ sưu tập Laban trong Kho lưu trữ Laban tại Nhạc viện vũ nhạcBa Ngôi Laban ghi lại cuộc đời và công việc của Laban trong những năm 1920-1950. Kho lưu trữ Rudolf Laban tại Trung tâm Tài nguyên Khiêu vũ Quốc gia do Lisa Ullmann và Ellinor Hinks sưu tầm và tổ chức, ghi lại công việc giảng dạy của ông ở Anh, trong đó có nhiều bản vẽ gốc. Bộ sưu tập John Hodgson trong Thư viện Brotherton Đại học Leeds lưu giữ những tài liệu gốc liên quan đến sự nghiệp của Laban ở châu Âu vào đầu thế kỷ 20. Các kho lưu trữ khác chứa tài liệu về Laban bao gồm Tanzarchiv Leipzig, Dartington Archive và German Dance Archives, Cologne.
Học trò của Laban tiếp tục thành lập các trường múa hiện đại riêng, tiếp tục ảnh hưởng đến thế hệ học trò kế tiếp suốt thế kỷ 20:
- Rudolf von Laban
  - Kurt Jooss (Ausdruckstanz)
    - Pina Bausch (Tanzatheater)

  - Mary Wigman (múa biểu hiện)
    - Ursula Cain
      - Heike Hennig (xem Tanz mit der Zeit)

    - Hanya Holm
      - Valerie Bettis
      - Alwin Nikolais — phân cấp
        - Murray Louis
        - Beverly Schmidt Blossom

## Tác phẩm và ấn phẩm
- (Không rõ ngày). Harmonie Lehre Der Bewegung (tiếng Đức). (Sylvia Bodmer chép tay một sách của Rudolf Laban) London: Laban Collection[liên kết hỏng] S. B. 48.
- (1920). Die Welt des Taenzers [Thế giới vũ công] (tiếng Đức). Stuttgart: Walter Seifert. (3rd edition, 1926)
- (1926). Choreographie: Erstes Heft (tiếng Đức). Jena: Eugen Diederichs.
- (1926). Gymnastik und Tanz (tiếng Đức). Oldenburg: Stalling.
- (1926). Des Kindes Gymnastik und Tanz (tiếng Đức). Oldenburg: Stalling.
- (1928). Schrifttanz: Methodik, Orthographie, Erlaeuterungen (tiếng Đức). Vienna: Universal Edition.
- (1929). "Das Choreographische Institut Laban" trong Monographien der Ausbildungen fuer Tanz und Taenzerische Koeperbildung (tiếng Đức). Liesel Freund biên tập. Berlin-Charlottenburg: L. Alterthum.
- (1947). với F. C. Lawrence. Effort: Economy of Human Movement (tiếng Anh) London: MacDonald and Evans. (Tái bản lần 4 năm 1967)
- (1948). Modern Educational Dance (tiếng Anh). London: MacDonald and Evans (tiếng Anh). (Ấn bản thứ 2 năm 1963, Lisa Ullmann hiệu đính)
- (1948). "President's address at the annual general meeting of the Laban art of movement guild" (tiếng Anh). Laban Art of Movement Guild News Sheet. 1 (April): 5–8.
- (1950). The Mastery of Movement on the Stage (tiếng Anh). London: MacDonald and Evans.
- (1951). "What has led you to study movement? Answered by R. Laban" (tiếng Anh). Laban Art of Movement Guild News Sheet. 7 (Sept.): 8–11.
- (1952). "The art of movement in the school" (tiếng Anh). Laban Art of Movement Guild News Sheet. 8 (March): 10–16.
- (1956). Laban's Principles of Dance and Movement Notation (tiếng Anh). London: MacDonald and Evans. (Ấn bản 2 năm 1975, Roderyk Lange chú thích và biên tập)
- (1960). The Mastery of Movement (tiếng Anh). (2nd Edition of The Mastery of Movement on the Stage), revised and enlarged by Lisa Ullmann. London: MacDonald and Evans. (3rd Edition, 1971. London: MacDonald and Evans) (1st American Edition, 1971. Boston: Plays) (4th Edition, 1980. Plymouth, UK: Northcote House)
- (1966). Choreutics (tiếng Anh). Lisa Ullmann chú thích và biên tập. London: MacDonald and Evans.
- (1974). The Language of Movement; A Guide Book to Choreutics (tiếng Anh). Lisa Ullmann chú thích và biên tập. Boston: Plays. (Ấn bản Mỹ của Choreutics)
- (1975). A Life For Dance; Reminiscencs (tiếng Anh). Lisa Ullmann dịch và chú thích. London: MacDonald & Evans. (Original German published 1935.)
- (1984). A Vision of Dynamic Space (tiếng Anh). Lisa Ullmann biên soạn. London: The Falmer Press.

## Tư liệu
- Corino, Karl, biên tập (1980), Intellektuellen im Bann des National Sozialismus (bằng tiếng Đức), Hamburg: Hoffmann & Campe, ISBN 9783455010206
- Dörr, Evelyn (2008), Rudolf Laban, The Dancer of the Crystal (bằng tiếng Anh), Lanham, Maryland: Scarecrow Press, ISBN 9780810860070
- Evans, M (2009), Movement training for the modern actor (PDF) (bằng tiếng Anh), New York: Routledge, ISBN 9780203883549, Bản gốc (PDF) lưu trữ ngày 2 tháng 11 năm 2018, truy cập ngày 24 tháng 4 năm 2024 – qua Coventry University
- Hodgson, John (2016), Mastering Movement, The Life and Work of Rudolf Laban (bằng tiếng Anh), New York: Routledge, Taylor & Francis Group, ISBN 9781135860868
- Karina, Lillian; Kant, Marion (2004), Hitler's Dancers: German Modern Dance and the Third Reich (bằng tiếng Anh), Steinberg, Jonathan biên dịch, New York & Oxford: Berghahn Books, ISBN 9781571816887
- Kew, Carole (1999). "From Weimar Movement Choir to Nazi Community Dance: The Rise and Fall of Rudolf Laban's "Festkultur"". Dance Research: The Journal of the Society for Dance Research (bằng tiếng Anh). 17 (2).
- Levy, Fran J. (1988). "Laban movement analysis and dance therapy in the United States". Dance/movement therapy: a healing art (PDF) (bằng tiếng Anh). Reston, Va.: National Dance Association. ISBN 0-88314-380-1. Bản gốc (PDF) lưu trữ ngày 10 tháng 3 năm 2024. Truy cập ngày 24 tháng 4 năm 2024.
- Manning, Susan (1988). ""Reinterpreting Laban" a review of "Body-Space-Expression: The Development of Rudolf Laban's Movement and Dance Concepts" by Vera Maletic". Dance Chronicle (bằng tiếng Anh). 11 (2).
- McCaw, Dick (2011). "The Laban Sourcebook" (bằng tiếng Anh). London, New York: Routledge Taylor & Francis. ISBN 9780415543330.
- Nicholas, Larraine (2007), Dancing in Utopia (bằng tiếng Anh), Binsted, England: Dance Books, ISBN 9781852731212
- Preston-Dunlop, Valerie (1998), Rudolf Laban An Extraordinary Life, Dance Books, ISBN 9781852730604
- Rincke, Eva (2015), Joseph Pilates, Die Biografie [Joseph Pilates, tiểu sử] (bằng tiếng Đức), Feiburg im Breisgau: Verlag Herder, ISBN 9783451600425
- Savrami, Katia (2019), Tracing the Landscape of Dance in Greece (bằng tiếng Anh), Newcastle upon Tyne: Cambridge Scholars Publishing, ISBN 9781527543331
- Thornton, Samuel (1971), Laban's Theory of Movement: A New Perspective (bằng tiếng Anh), Plays, ISBN 9780823801244
- Toepfer, Karl Eric (1997). Empire of Ecstasy: Nudity and Movement in German Body Culture, 1910–1935 (bằng tiếng Anh). Berkeley, Los Angeles, Oxford: University of California Press. ISBN 9780520918276.
- Walther, Suzanne (2013), Dance of Death: Kurt Jooss and the Weimar Years (bằng tiếng Anh), Routledge, ISBN 9781134357307